# Oscar Dronjak
Oscar Fredrick Dronjak (n. 20 ianuarie 1972, Mölndal, Gothenburg and Bohus County⁠(d), Suedia) este chitarist și fondator al formației power metal HammerFall. Înainte de succesul cu HammerFall, el a mai evoluat cu formațiile death metal Ceremonial Oath și Crystal Age.